# ASA Tel Aviv University SC
El ASA Tel Aviv University SC es un club de fútbol femenino de la ciudad de Tel Aviv, Israel. El club está afiliado a la Universidad de Tel Aviv y es parte de su equipo deportivo. El Tel Aviv ha ganado la Ligat Nashim, máxima competición del país, en 8 ocasiones y ha ganado 5 Copas de Fútbol Femenino de Israel. 

## Historia
El AS Tel Aviv University es uno de los primeros clubes de fútbol femenino en Israel, desde que la IFA instauró la liga femenina, y es junto al Hapoel Petah Tikva los únicos clubes en nunca descender de la máxima categoría.
En 21 temporadas, el club ganó la liga 8 veces y 7 veces consiguió ser subcampeón, es el equipo más laureado del país. Clasificó por primera vez a la Liga de Campeones de la UEFA en su versión 2010-11.
Logró llegar a la final de la Copa de Israel en once ocasiones, perdiendo las siete primeras de manera consecutiva, no fue hasta 2011 cuando logró ganar su primera Copa de Israel.

## Palmarés
| Competición nacional | Títulos                                                                | Subcampeonatos                                                        |
| -------------------- | ---------------------------------------------------------------------- | --------------------------------------------------------------------- |
| Ligat Nashim (8/6)   | 1999-00, 2009-10, 2010-11, 2011-12, 2012-13, 2013-14, 2014-15, 2018-19 | 2001-02, 2003-04, 2005-06, 2006-07, 2007-08, 2008-09                  |
| Copa de Israel (5/8) | 2010-11, 2011-12, 2013-14, 2016-17, 2018-19                            | 199-00, 2003-04, 2004-05, 2005-06, 2006-07, 2007-08, 2014-15, 2015-16 |